# Passiflora garckei
Passiflora garckei Mast. – gatunek rośliny z rodziny męczennicowatych (Passifloraceae Juss. ex Kunth in Humb.). Występuje naturalnie w Kolumbii, Wenezueli, Gujanie, Surinamie, Gujanie Francuskiej oraz brazylijskim stanie Pará. 

## Morfologia
PokrójZdrewniałe, trwałe, owłosione liany.
LiściePotrójnie klapowane, ścięte lub prawie dłoniaste u podstawy. Mają 7–15 cm długości oraz 8–25 cm szerokości. Całobrzegie lub ząbkowane, z tępym lub ostrym wierzchołkiem. Ogonek liściowy jest owłosiony i ma długość 3–10 cm. Przylistki mają 15–75 mm długości.
KwiatyPojedyncze. Działki kielicha są podłużne, mają 2,8–4 cm długości. Płatki są podłużne, mają 2,5–4 cm długości. Przykoronek ułożony jest w 2–3 rzędach, purpurowobiało-żółte, ma 2–8 mm długości.
OwoceSą kulistego lub elipsoidalnego kształtu. Mają 6 cm długości i 4 cm średnicy.

## Biologia i ekologia
Występuje w lasach na wysokości do 1000 m n.p.m.